# Jean-Philippe Puymartin
Pour les articles homonymes, voir Puymartin.
Jean-Philippe Puymartin est un acteur, directeur artistique et réalisateur français.
Spécialisé dans le milieu du doublage, il est la voix française régulière de Tom Hanks et Tom Cruise,.
Il est aussi la voix de Timon dans les films Le Roi Lion, du Shérif Woody dans la saga Toy Story et de l'inspecteur William Murdoch incarné par Yannick Bisson dans la série Les Enquêtes de Murdoch.

## Biographie

### Enfance
Après une année passée à l'école de la rue Blanche (ENSATT) en 1979 dans la classe de Jean Deschamps, Jean-Philippe Puymartin complète ses études théâtrales au Conservatoire national supérieur d'art dramatique de Paris dans la classe de Michel Bouquet les deux années suivantes.

### Carrière
Il débute en 1980, à l’âge de 20 ans, sur les planches du théâtre Édouard VII dans Deburau de Sacha Guitry, où il interprète le fils de Robert Hirsch pendant deux saisons avant d’être engagé à la Comédie-Française. Il réalise parallèlement son premier court-métrage, Léon, qui remporte de nombreux prix en 1981, notamment au Festival du film d'humour de Chamrousse et au Festival des festivals à Paris.
À la Comédie-Française, il interprète près d’une trentaine de pièces entre 1981 et 1994, de Sophocle à Molière en passant par Labiche et Goldoni, sous la direction de metteurs en scènes tels que Jacques Lassalle, Otomar Krejča, Jean-Pierre Vincent, Jean-Michel Ribes...). Il continue de réaliser durant cette période des films, la plupart consacrés à sa relation au théâtre (Ferveur : Comédie-Française, Ferveur : Jacques Lassalle), d’autres au monde de la mode (Couleurs : Yves Saint-Laurent) ou à la publicité.
Après son départ de la Comédie-Française et un court séjour à Los Angeles durant lequel il réalise trois documentaires sur des artistes californiens (Ed Moses, Robert Graham et Tony Berlant), il joue dans divers spectacles mis en scène par Jacques Lassalle : La Controverse de Valladolid de Jean-Claude Carrière, Le Misanthrope de Molière, Médée d'Euripide, La Danse de mort d'August Strindberg et Monsieur X, dit ici Pierre Rabier, d'après La Douleur de Marguerite Duras, dont il tire un film en 2009.
La même année, il joue au théâtre Vidy-Lausanne dans l’adaptation de deux nouvelles de Raymond Carver regroupées sous le titre Parlez-moi d'amour, toujours sous la direction de Jacques Lassalle. En 2011, il est au théâtre de la Michodière pour Désiré de Sacha Guitry, aux côtés de Marianne Basler et Robin Renucci.
Depuis la fin des années 1980, Jean-Philippe Puymartin a également une grande activité de doublage. Outre Tom Hanks et Tom Cruise, il est l'une des voix régulières de Sean Patrick Flanery, Chris O'Donnell, Christian Slater, Quentin Tarantino et Mark Dacascos. En animation, il a notamment prêté sa voix aux personnages de Timon dans Le Roi lion et ses séries dérivées et Woody dans Toy Story et ses suites. Il est également le narrateur de l'adaptation en livre audio du roman La Ligne Verte.
Ces dernières années, il a également assuré la direction artistique des versions françaises des films de Steven Spielberg, Robert Zemeckis, Bryan Singer, J. J. Abrams et James Gray (notamment ceux dans lesquels jouent Tom Hanks et Tom Cruise).

### Vie personnelle
Il est le compagnon de Marianne Basler.

## Théâtre
- 1980 : Deburau de Sacha Guitry, mise en scène Jacques Rosny, théâtre Edouard VII
- 1982 : Le Voyage de monsieur Perrichon d'Eugène Labiche et Édouard Martin, mise en scène Jean Le Poulain, Comédie-Française
- 1984 : Est-il bon ? Est-il méchant ? de Denis Diderot, mise en scène Jean Dautremay, Comédie-Française
- 1985 : La Donna de Constance Delaunay, mise en scène Claude Santelli, Petit Odéon
- 1985 : La Parisienne d'Henry Becque, mise en scène Paul Vecchiali, Comédie-Française
- 1986 : Six personnages en quête d'auteur de Luigi Pirandello, mise en scène Jean-Pierre Vincent, Comédie-Française à l'Odéon
- 1990 : L'Émission de télévision de Michel Vinaver, mise en scène Jacques Lassalle, Théâtre national de l'Odéon, Théâtre national de Strasbourg
- 1992 : Antigone de Sophocle, mise en scène Otomar Krejča, Comédie-Française (salle Richelieu)
- 1998 : Le Misanthrope de Molière, mise en scène Jacques Lassalle, théâtre Vidy-Lausanne
- 1999 : Le Misanthrope de Molière, mise en scène Jacques Lassalle, MC93 Bobigny
- 1999 : La Controverse de Valladolid de Jean-Claude Carrière, mise en scène Jacques Lassalle, théâtre de l'Atelier
- 2000 : Le Misanthrope de Molière, mise en scène Jacques Lassalle, théâtre des Treize Vents, Théâtre national de Strasbourg
- 2000 : Médée d'Euripide, mise en scène Jacques Lassalle, Festival d'Avignon
- 2001 : Médée d'Euripide, mise en scène Jacques Lassalle, Odéon-Théâtre de l'Europe
- 2003 : Monsieur X dit Pierre Rabier d'après La Douleur de Marguerite Duras, mise en scène Jacques Lassalle, théâtre Vidy-Lausanne, Les Gémeaux
- 2004 : La Danse de mort d'August Strindberg, mise en scène Jacques Lassalle, théâtre de l'Athénée-Louis-Jouvet
- 2005 : Monsieur X dit Pierre Rabier, mise en scène Jacques Lassalle, Artistic Athévains, théâtre de la Croix-Rousse
- 2009 : Parlez-moi d'amour d’après Intimité et Le Bout des doigts de Raymond Carver, mise en scène Jacques Lassalle, théâtre Vidy-Lausanne
- 2009 : Désiré de Sacha Guitry, mise en scène Serge Lipszyc, théâtre de la Michodière
- 2010 : Parlez-moi d'amour d'après Intimité et Le Bout des doigts de Raymond Carver, mise en scène Jacques Lassalle, théâtre Vidy-Lausanne, TNP-Villeurbanne, théâtre des Treize Vents
- 2013: Une Séparation de Véronique Olmi mise en scène Jean-Philippe Puymartin au Théâtre des Mathurins
- 2015-17: La Discrète amoureuse de Lope de Vega mise enscène de Justine Heynemann au Théâtre 13 et en tournée
- 2018 : Le Fils de Florian Zeller, mise en scène Ladislas Chollat à la Comédie des Champs-Élysées
- 2019 : Sept morts sur ordonnance de Georges Conchon, mise en scène Anne Bourgeois, théâtre Hébertot

## Filmographie

### Cinéma
- 1980 : Mon oncle d'Amérique d'Alain Resnais : Jean jeune
- 1981 : Quartet de James Ivory : un photographe
- 1985 : Trois hommes et un couffin de Coline Serreau : le photographe
- 1989 : La Révolution française de Robert Enrico : le comte de Beauharnais
- 1990 : Feu sur le candidat d'Agnès Delarive : Jolly Food, le directeur R.P.
- 1996 : Fantôme avec chauffeur de Gérard Oury: L'inspecteur principal
- 2004 : Les Sœurs fâchées d'Alexandra Leclère : l'éditeur
- 2006 : Pars vite et reviens tard de Régis Wargnier : Brezillon
- 2007 : Sans arme, ni haine, ni violence de Jean-Paul Rouve : le commissaire Dréan
- 2011 : L'Assaut de Julien Leclercq : Bernard Delhemme, le commandant de bord
- 2011 : L'Ordre et la Morale de Mathieu Kassovitz : Jérôme, le général de gendarmerie
- 2013 : Les Gamins d'Anthony Marciano : le directeur d'entreprise de Lola
- 2013 : Gibraltar de Julien Leclercq : Jean-Henri Gallois
- 2014 : L'Affaire SK1 de Frédéric Tellier : Jean-Pierre Escarfail
- 2015 : Le Tournoi d'Élodie Namer : le sponsor de l'équipe de France
- 2016 : Ils sont partout d'Yvan Attal : le professeur
- 2016 : Braqueurs de Julien Leclercq : maître Clavel
- 2017 : Le Brio d'Yvan Attal : le président des concours
- 2017 : Les Sept Déserteurs ou la guerre en vrac de Paul Vecchiali : Alexandre
- 2018 : Train de vies ou les voyages d'Angélique de Paul Vecchiali : Philippe
- 2020 : Un soupçon d'amour de Paul Vecchiali : André Garland
- 2024 : Quitter la nuit de Delphine Girard : l'avocat

### Télévision
- 1979 : Les Dames de la côte
- 1981 : Pause café : Jean-Pierre
- 1981 : La Colombe du Luxembourg : Ladislas
- 1986 : La Vallée des peupliers : Michel de Lorenzi
- 1994 : Maigret : Maigret et l'Écluse numéro 1 d'Olivier Schatzky : le gendre
- 2001 : Julie Lescaut - épisode #10.1 : Le secret de Julie  : l'avocat, Justin Nodier
- 2004 : Dans la tête du tueur : le major Rouvier.
- 2005 : Joséphine, ange gardien  - épisode Le Secret de Julien : le père de Céline
- 2010 : Je vous ai compris : De Gaulle 1958-1962 de Serge Moati : le général Salan
- 2010 : profilage saison 1 épisode 5
- 2010 : Les Châtaigniers du désert de Caroline Huppert
- 2019 : La Part du soupçon de Christophe Lamotte

### Documentaire
- 2022 : Lucien Rudaux, l'éclipsé de Vincent Pouchain

## Doublage
Note : Les dates indiquées en italique correspondent aux sorties initiales des films auxquels Jean-Philippe Puymartin a participé aux doublages tardifs et aux redoublages.

### Cinéma

#### Films
- Tom Hanks dans (40 films) :
  - Le Mot de la fin (1988) : Steven Gold
  - Turner et Hooch (1989) : Scott Turner
  - Joe contre le volcan (1990) : Joe Banks
  - Le Bûcher des vanités (1990) : Sherman McCoy
  - Une équipe hors du commun (1992) : Jimmy Dugan
  - Nuits blanches à Seattle (1993) : Sam Baldwin
  - Philadelphia (1993) : Andrew Beckett
  - Forrest Gump (1994) : Forrest Gump
  - Apollo 13 (1995) : Jim Lovell
  - Il faut sauver le soldat Ryan (1998) : le capitaine John H. Miller
  - Vous avez un mess@ge (1998) : Joe Fox
  - La Ligne verte (1999) : Paul Edgecomb
  - Seul au monde (2000) : Chuck Noland
  - Les Sentiers de la perdition (2002) : Michael Sullivan
  - Arrête-moi si tu peux (2002) : Carl Hanratty
  - Ladykillers (2004) : Dr Goldthwait Higginson Dorr III
  - Le Terminal (2004) : Viktor Navorski
  - Da Vinci Code (2006) : Robert Langdon
  - La Guerre selon Charlie Wilson (2007) : Charlie Wilson
  - Anges et Démons (2009) : Robert Langdon
  - Il n'est jamais trop tard (2011) : Larry Crowne
  - Extrêmement fort et incroyablement près (2012) : Thomas Schell
  - Cloud Atlas (2013) : Dr Henry Goose / le manager de l'hôtel / Isaac Sachs / Dermot Hoggins / l'acteur ressemblant à Cavendish / Zachary
  - Capitaine Phillips (2013) : le capitaine Richard Phillips
  - Dans l'ombre de Mary (2013) : Walt Disney
  - Le Pont des Espions (2015) : James B. Donovan
  - Un hologramme pour le roi (2016) : Alan Clay
  - Inferno (2016) : Robert Langdon
  - Sully (2016) : Chesley Sullenberger
  - The Circle (2017) : Eamon Bailey
  - Pentagon Papers (2018) : Benjamin Bradlee
  - L'Extraordinaire Mr. Rogers (2019) : Fred Rogers
  - USS Greyhound : La Bataille de l'Atlantique (2020) : le commandant Ernest Krause
  - La Mission (2020) : le capitaine Jefferson Kyle Kidd
  - Finch (2021) : Finch
  - Elvis (2022) : le colonel Parker
  - Le Pire Voisin au monde (2022) : Otto Anderson
  - Asteroid City (2023) : Stanley Zak
  - Here (2024) : Richard Young
  - The Phoenician Scheme (2025) : Leland
- Tom Cruise[5] dans (21 films) :
  - Entretien avec un vampire (1994) : Lestat de Lioncourt
  - Le Dernier Samouraï (2003) : Nathan Algren
  - La Guerre des mondes (2005) : Ray Ferrier
  - Mission impossible 3 (2006) : Ethan Hunt[6]
  - Lions et Agneaux (2007) : le sénateur Jasper Irving
  - Tonnerre sous les tropiques (2008) : Les Grossman
  - Walkyrie (2008) : Claus von Stauffenberg
  - Night and Day (2010) : Roy Miller
  - Mission impossible : Protocole Fantôme (2011) : Ethan Hunt
  - Rock Forever (2012) : Stacee Jaxx
  - Jack Reacher (2012) : Jack Reacher
  - Oblivion (2013) : capitaine Jack Harper
  - Edge of Tomorrow (2014) : le lieutenant-colonel Bill Cage
  - Mission impossible : Rogue Nation (2015) : Ethan Hunt
  - Jack Reacher: Never Go Back (2016) : Jack Reacher
  - La Momie (2017) : Nick Morton
  - Barry Seal : American Traffic (2017) : Barry Seal
  - Mission impossible : Fallout (2018) : Ethan Hunt
  - Top Gun: Maverick (2022) : Pete « Maverick » Mitchell
  - Mission impossible : Dead Reckoning (2023) : Ethan Hunt
  - Mission: Impossible - The Final Reckoning (2025) : Ethan Hunt
- Christian Slater dans (6 films) :
  - True Romance (1993) : Clarence Worley
  - Pluie de roses sur Manhattan (1996) : Lewis Farrell
  - Julian Po (en) (1997) : Julian Po
  - Hard Cash (2002) : Taylor
  - Double Illusion (en) (2009) : Wes Wilson
  - Du plomb dans la tête (2012) : Marcus Baptiste
- Quentin Tarantino dans (6 films) :
  - Groom Service (1995) : Chester
  - Une nuit en enfer (1996) : Richie Gecko
  - Girl 6 (1996) : Q. T.
  - Little Nicky (2000) : l'aveugle crieur des rues
  - Django Unchained (2013) : le deuxième employé de The LeQuint Dickens
  - Broadway Therapy (2014) : Quentin Tarantino
- Mark Dacascos dans (6 films) :
  - Crying Freeman (1995) : Yo Hinomura/Freeman
  - China Strike Force (2000) : Tony Lau
  - Opération Eagle One (en) (2006) : le capitaine Matt Daniels
  - Alien Invasion (en) (2007) : Rykker
  - John Wick Parabellum (2019) : Zero
  - 47 Ronin - Le Sabre de la vengeance (2022) : Shinshiro
- Timothy Hutton dans (5 films) :
  - Everybody's All-American (1988) : Donnie « Cake »
  - La part des ténèbres (1993) : Thad Beaumont
  - French Kiss (1995) : Charlie
  - Dr Kinsey (2004) : Paul Gebhard
  - My Beautiful Boy (2018) : Dr Brown
- Vince Vaughn dans (5 films) :
  - Swingers (1996[n 1]) : Trent
  - The Cell (2000) : Peter Novak
  - Coup monté (2001) : Pendelton « Penny » Wise
  - Serial noceurs (2005) : Jeremy Grey
  - Section 99 (2017) : Bradley Thomas
- Tim Robbins dans (4 films) :
  - Tapeheads (1988) : Josh Tager
  - Cadillac Man (1990) : Larry
  - Austin Powers 2 : L'Espion qui m'a tirée (1999) : le président des États-Unis
  - Dark Waters (2019) : Tom Terp
- Sean Patrick Flanery dans (4 films) :
  - Embrassez la mariée ! (2002) : Tom Terranova
  - Deadly Impact (2010) : Tom Armstrong
  - Saw 3D : Chapitre final (2010) : Bobby Dagen
  - Phantom (2013) : Tyrtov
- Robert Downey Jr. dans :
  - Le ciel s'est trompé (1989) : Alex Finch
  - Coupable Ressemblance (1989) : Roger Baron
  - Le Don du roi (1995) : Robert Merivel
- Kevin Kline dans :
  - Wild Wild West (1999) : Artemus Gordon
  - The Last Show (2006) : Guy Noir
  - My Old Lady (2014) : Mathias Gold
- Mike Judge dans :
  - Spy Kids 2 : Espions en herbe (2002) : Donnagon Giggles
  - Spy Kids 3 : Mission 3D (2003) : Donnagon Giggles
  - Sandy Wexler (2017) : lui-même
- James Lally (en) dans :
  - Working Girl (1988) : Turkel
  - Un ange gardien pour Tess (1994) : Joe Spector
- Jeff Goldblum dans :
  - Enquête en tête (1988) : Nick Deezy
  - Mad Dogs (1996) : Mickey Holliday
- Colin Firth dans :
  - Les Ailes de la renommée (1990) : Brian Smith
  - Un mari de trop (2008) : Richard Bratton
- Lou Diamond Phillips dans :
  - Ambition (en) (1991) : Mitchell Osgood
  - Le Vent sombre (1991) : l'officier Jim Chee
- Steve Buscemi dans : 
  - Barton Fink (1991) : Chet
  - L'Incroyable Burt Wonderstone (2013) : Anton Lovecraft
- William Baldwin dans :
  - Sliver (1993) : Zeke Hawkins
  - Sang-froid (1996) : Paul Guell
- Ben Stiller dans :
  - Génération 90 (1994) : Michael
  - Flirter avec les embrouilles (1996) : Mel Coplin
- Johnny Depp dans :
  - Don Juan DeMarco (1995) : Don Juan DeMarco
  - Avant la nuit (2000) : Bon Bon / lieutenant Victor
- Chris O'Donnell dans :
  - Le Temps d'aimer (1996) : Ernest Hemingway
  - Le Célibataire (1999) : Jimmie Shannon
- Kevin Nealon dans :
  - Happy Gilmore (1996) : Gary Potter
  - Happy Gilmore 2 (2025) : Gary Potter
- Kenneth Branagh dans :
  - Celebrity (1998) : Lee Simon
  - Le Chemin de la liberté (2002) : A.O. Neville
- Edward Burns dans :
  - 15 minutes (2001) : Jordy Warsaw
  - Confidence (2003) : Jake Vig
- John Travolta dans :
  - Paradise City (2022) : Buckley
  - Cash Out (2024) : Mason Goddard
- 1932 : La Grande Muraille : le général Yen (Nils Asther)
- 1971 : Né pour vaincre : Danny (Robert De Niro)
- 1974[n 2] : Le Parrain, 2e partie : voix additionnelles
- 1987 : Prince des ténèbres : Walter (Dennis Dun)
- 1988 : Prison : Johnson (Matt Kanen)
- 1989 : Le Cercle des poètes disparus : Charles Dalton (Gale Hansen)
- 1989 : Henry V : Scroop (Stephen Simms)
- 1989 : UHF : George Newman (« Weird Al » Yankovic)
- 1989 : Jusqu'au bout du rêve : John Kinsella (Dwier Brown (en))
- 1990 : L'embrouille est dans le sac : Anthony Rossano (Vincent Spano)
- 1990 : Bad Influence : Alex (Rob Lowe)
- 1990 : Hamlet : Horatio (Stephen Dillane)
- 1991 : Zandalee : Gerri (Joe Pantoliano)
- 1991 : Elle et lui : Dan Hanson (Kevin Bacon)
- 1991 : Hudson Hawk, gentleman et cambrioleur : Snickers (Don Harvey)
- 1991 : Le Choix d'aimer : Victor Geddes (Campbell Scott)
- 1992 : Reservoir Dogs : Mister Orange (Tim Roth)
- 1992 : The Player : Tom Oakley (Richard E. Grant)
- 1992 : Ballroom Dancing : Scott Hastings (Paul Mercurio)
- 1992 : Hollywood Mistress : Stuart Stratland Jr. (Jace Alexander)
- 1992 : J.F. partagerait appartement : Sam Rawson (Steven Weber)
- 1992 : Captain Ron : Martin Harvey (Martin Short)
- 1992 : La Différence : Rip Van Kelt (Randall Batinkoff)
- 1992 : 1492 : Christophe Colomb : Giacomo Colomb (Fernando Guillén Cuervo)
- 1992 : Monsieur le député : le député de l'Iowa (Gary Frank)
- 1993 : À la recherche de Bobby Fischer : le père d'un joueur d'échecs (William H. Macy)
- 1993 : Adieu ma concubine : Duan Xiaolou (alias Shitou) (Zhang Fengyi)
- 1993 : Un jour sans fin : Fred Kleiser (Michael Shannon) et le psychiatre (David Pasquesi)
- 1993 : Bank Robber : Motard (Mark Pellegrino)
- 1993 : Génération rebelle : Randall « Pink » Floyd (Jason London)
- 1993 : Madame Doubtfire : Jack (Scott Capurro)
- 1993 : L'Affaire Pélican : Curtis « Garcia » Morgan (Jake Weber)
- 1993 : Quand Harriet découpe Charlie ! : Charlie McKenzie (Mike Myers)
- 1993 : Mad Dog and Glory : Mike (David Caruso)
- 1993 : Beaucoup de bruit pour rien : Don Juan (Keanu Reeves)
- 1993 : Une belle emmerdeuse : Zand (Paul Ben-Victor)
- 1994 : Prêtre : le père Greg Pilkington (Linus Roache)
- 1994 : L'Enfer blanc : Harry Kingsley (Kevin Spacey)
- 1994 : Dellamorte Dellamore : Francesco Dellamorte (Rupert Everett)
- 1994 : Les nouveaux mecs : Axel Feldheim (Til Schweiger)
- 1994 : Quatre mariages et un enterrement : Thomas (James Fleet)
- 1995 : Extravagances : Chi-Chi Rodriguez (John Leguizamo)
- 1995 : Swimming with Sharks : Guy (Frank Whaley)
- 1995 : Congo : Dr Peter Elliot (Dylan Walsh)
- 1995 : Meurtre à Alcatraz : Byron Stamphill (Brad Dourif)
- 1995 : Mortal Kombat : Johnny Cage (Linden Ashby)
- 1995 : L'Anglais qui gravit une colline mais descendit une montagne : Reginald Anson (Hugh Grant)
- 1995 : Le Maître des illusions : Philip Swann (Kevin J. O'Connor)
- 1995 : L'Ultime Souper : Marc (Jonathan Penner)
- 1995 : Miami Rhapsodie : Jordan Marcus (Kevin Pollak)
- 1995 : Showgirls : ? (?)
- 1996 : Le Grand Tournoi : Christophe Dubois (Jean-Claude Van Damme)
- 1997 : The Blackout : Matty (Matthew Modine)
- 1997 :  187 code meurtre : le principal Garcia (Tony Plana)
- 1997 : Comedian Harmonists : Harry Frommermann (Ulrich Noethen)
- 1997 : Titanic : ? (?)
- 1998 : Qui suis-je ? : Whoami (Jackie Chan)
- 1998 : Dark City : John Murdoch (Rufus Sewell)
- 1999 : Candyman 3 : Le Jour des morts : David de la Paz (Jsu Garcia)
- 2000 : Tokyo Raiders : Lin (Tony Leung)
- 2000 : Scary Movie : Doofy Gilmore (Dave Sheridan)
- 2001 : Emprise : Adam Meiks (Matthew McConaughey)
- 2001 : Osmosis Jones : Bob (Chris Elliott)
- 2001 : Les Hommes de main : Matty Demaret (Barry Pepper)
- 2002 : Resident Evil : Chad Kaplan (Martin Crewes (en))
- 2002 : Hellraiser : Hellseeker : Trevor Gooden (Dean Winters)
- 2002 : Kate et Léopold : J.J. Camden (Bradley Whitford)
- 2004 : Le Secret des poignards volants : Leo (Andy Lau)
- 2004 : Control : Lee Ray Oliver (Ray Liotta)
- 2004 : Team America, police du monde : Tim Robbins (Trey Parker)
- 2005 : Disparitions : le général Guzman (Anton Lesser)
- 2007 : La Légende de Beowulf : Grendel (Crispin Glover)
- 2007 : Troupe d'élite : le capitaine Oliveira (Marcelo Valle)
- 2008 : L'Échange : Lester Ybarra (Michael Kelly)
- 2008 : Two Lovers : le bijoutier (David Cale)
- 2009 : District 9 : Grey Bradnam (Jason Cope)
- 2009 : Transformers 2 : La Revanche : une des voix radios de Bumblebee [Qui ?]
- 2011 : The Descendants : Brian Speer (Matthew Lillard)
- 2011 : Contagion : Hedge Fund Man (Randy Lowell)
- 2011 : Cheval de guerre : ? (?)
- 2011 : Les Aventures de Tintin : Le Secret de La Licorne : le médecin français (Phillip Rhys)
- 2012 : God Bless America : Michael Fuller (Regan Burns)
- 2013 : 2 Guns : Slim Jay (Tony Sanford[7])
- 2013 : Bad Words : Pete Fowler (Ben Falcone)
- 2014 : X-Men: Days of Future Past : le général Nhuan (Thai-Hoa Le)
- 2015 : Kingsman : Services secrets : le tailleur de Kingsman (Andrew Bridgmont (en))
- 2015 : Père et Fille : Wilton (Jason McCune)
- 2016 : La Fille du train : Scott Hipwell (Luke Evans)
- 2016 : Spotlight : Eric Macleish (Billy Crudup)
- 2016 : Miles Ahead : ? (?)
- 2017 : Kingsman : Le Cercle d'or : le journaliste de la FOX (Bill Hemmer)
- 2017 : Transformers: The Last Knight : un ingénieur [Qui ?]
- 2019 : La Loi de la jungle : l'arbitre (Ronald Cabral)
- 2019 : Queen and Slim : M. Shepherd (Flea)
- 2020 : Freaky : M. Bernardi (Alan Ruck)
- 2021 : Une affaire de détails : LASD Tech (Eric Satterberg)
- 2021 : Dune : Première partie : un soldat Harkonnen (Stephen Collins)
- 2021 : The King's Man : Première mission : le prêtre [Qui ?]
- 2021 : L'Étau de Munich : Sir Nevile Henderson (Robert Bathurst)
- 2023 : Oppenheimer : Werner Heisenberg (Matthias Schweighöfer)
- 2023 : L'Intime Conviction d'Elena : Dr Venegas (Alfredo Zenobi)

#### Films d'animation
- 1994 : Le Roi lion : Timon[8]
- 1995 : Toy Story : Woody[9]
- 1998 : Hercule et Xena : La Bataille du Mont Olympe : Iolaus[10]
- 1998 : Le Roi lion 2 : L'Honneur de la tribu : Timon[8]
- 1998 : 1 001 Pattes : Mouche mécontente
- 1998 : Les Razmoket, le film : Pointe[9]
- 1999 : Toy Story 2 : Woody[9]
- 2000 : Buzz l’Éclair, le film : Le Début des aventures : Woody[9]
- 2004 : Le Roi lion 3 : Hakuna Matata : Timon[8]
- 2004 : Le Pôle express : Le héros, le père, le contrôleur, Hobo, le vagabond et le père Noël[9]
- 2005 : Robots : Herb Copperbottom[11]
- 2005 : Chicken Little : Journalistes
- 2007 : Ratatouille : Patron Walter
- 2007 : Les Simpson, le film : Tom Hanks
- 2009 : Lutins d'élite, mission Noël : Wayne
- 2009 : Le Drôle de Noël de Scrooge : Fred[12]
- 2010 : Toy Story 3 : Woody[9]
- 2011 : Vacances à Hawaï : Woody[9]
- 2011 : Les As de la jungle : Opération banquise : l'anaconda (création de voix)
- 2012 : Mini Buzz : Woody[9]
- 2013 : Rex, le roi de la fête : Woody[9]
- 2013 : Toy Story : Angoisse au motel : Woody[9]
- 2014 : Toy Story : Hors du temps : Woody[9]
- 2018 : La Mort de Superman : Hank Henshaw
- 2019 : Le Règne des Supermen : Hank Henshaw / Cyborg Superman
- 2019 : Toy Story 4 : Woody[9]
- 2020 : Scooby ! : Satanas[13]
- 2020 : Soul : voix additionnelles
- 2021 : Batman: Soul of the Dragon : Richard Dragon
- 2022 : Ernest et Célestine : Le Voyage en Charabie : le deuxième juge (création de voix)

### Télévision

#### Téléfilms
- Sean Patrick Flanery dans (9 téléfilms) :
  - La Dernière Rivale (2001) : Johnny Lance
  - Borderline (en) (2002) : Ed Baikman
  - Projet Oxygène (en) (2007) : Randall Cain
  - Kaw (2007) : Wayne
  - L'envie d'être parents (2008) : Clay Arrendal
  - L'Amour aux deux visages (2009) : Tom
  - Au cœur de la famille (2012) : Mark Futterman
  - Portées disparues (2013) : Brett
  - Le Manoir de Cold Spring (2013) : Roy
- Yannick Bisson dans (6 téléfilms) :
  - La Vérité sur mon passé (2012) : Dennis Colson
  - Aurora Teagarden : La maison des disparus (2016) : Martin Bartell
  - Aurora Teagarden - À vendre : trois chambres, un cadavre (2016) : Martin Bartell
  - Aurora Teagarden : Affaire secrète (2017) : Martin Bartell
  - Aurora Teagarden : Un bébé sur les bras (2017) : Martin Bartell
  - Aurora Teagarden : Meurtre au cinéma (2018) : Martin Bartell
- Niall Matter dans :
  - Arrêtez ce mariage ! (2016) : Clay
  - Des Révélations pour Noël (2016) : Ian McAndrick
  - Un Mariage sous les flocons (2018) : Ian McAndrick
  - Les Mille couleurs de Noël (2019) : Luke Hackman
- Vincent Gale dans :
  - Ciel de feu (2006) : Nathan
  - La Femme la plus recherchée d'Amérique (2013) : l'inspecteur Murphy
  - L'Intuition d'une mère (2015) : Chris Betnner
- Hans-Werner Meyer (de) dans :
  - Le Secret du Loch Ness (de) (2008) : Erik Winter
  - Comme chien et chat (2011) : l'inspecteur Leppel
  - Changement de destin (de) (2013) : Andreas Funk
- Mark Dacascos dans :
  - Impact imminent (2002) : Ryan Beckett
  - Alerte solaire (en) (2006) : Lucas Foster
- Ben Wilkinson dans :
  - Au cœur du secret (2017) : Peter Harken
  - Étudiante le jour, escort la nuit (2019) : Dean Brackett
- 1991 : Tchernobyl : le dernier avertissement : Valery Mashenko (Vincent Riotta (en))
- 1992 : Amour fatal : La véritable histoire d'Alison Gertz (en) : David (Christopher Meloni)
- 1993 : La Maison des mystères : Dr Frank Ravinel (Bruce Boxleitner)
- 1995 : Ma fille en danger : M. Griggs (Paul Hubbard)
- 1996 : Une saison au purgatoire : Constant Bradley (Craig Sheffer)
- 1996 : Sabrina, l'apprentie sorcière : M. Dingle (Jim Swansburg)
- 2000 : L'Histoire de Linda McCartney (en) : Paul McCartney (Gary Bakewell (en))
- 2000 : Quelque chose demeure ici : l'inspecteur Joe Carvelli (Stewart Bick)
- 2001 : Tentative de meurtre : Jed Seigel (Chris Potter)
- 2001 : Le Doute en plein cœur : Chuck Hausman (William R. Moses)
- 2002 : Pacte d'amour : Mitchell (Henry Czerny)
- 2002 : La Patrouille fantôme (en) : Richard Carlyle (Robert Bockstael (en))
- 2004 : L'Anneau sacré : Roi Gunther (Samuel West)
- 2005 : Le Magicien d'Oz des Muppets : lui-même (Quentin Tarantino)
- 2010 : La Dernière Énigme : Sergio Boniti (Stefano DiMatteo)
- 2010 : Duo de glace, duo de feu : lui-même (Russell Yuen)
- 2011 : La Mélodie du destin : Hans Beierlein (Fritz Hammel (de))
- 2013 : Un Noël sans fin : Ronald Kidder (Rick Roberts)
- 2013 : Les Yeux de l'amitié : Geoff Taylor (Craig Bierko)
- 2015 : Ballet Meurtrier : Adam Fowler (Stephen Bogaert)
- 2016 : Égarement coupable : Jake Simon (Cary Elwes)
- 2018 : Quand Harry rencontre Meghan : Romance royale (en) : le prince William (Burgess Abernethy)
- 2024 : Un tueur parmi nous : l'histoire vraie de Ruth Finley : Ed Finley (Tahmoh Penikett)

#### Téléfilm d'animation
- 2011 : Les As de la jungle : Opération banquise : le serpent

#### Séries télévisées
- Sean Patrick Flanery dans (9 séries) :
  - Les Aventures du jeune Indiana Jones (1992-1993) : Indiana Jones à 20 ans (22 épisodes)
  - Au-delà du réel (2000) : Eric (saison 6, épisode 9)
  - Stargate SG-1 (2001) : Orlin (saison 5, épisode 3)
  - Charmed (2002) : Adam Prince (saison 5, épisode 3)
  - Dead Zone (2002-2007) : Greg Stillson (19 épisodes)
  - La Treizième Dimension (2003) : Dr Paul Thorson (épisode 36)
  - Esprits criminels (2009) : Darrin Call (saison 5, épisode 2)
  - Les Feux de l'amour (2011) : Sam Gibson (53 épisodes)
  - The Boys (2022) : « Gunpowder » (saison 3, épisode 2)
- Tom Hanks dans (5 séries) :
  - Les Contes de la Crypte (1992) : Baxter (saison 4, épisode 1)
  - De la Terre à la Lune (1998) : le narrateur / lui-même / Jean-Luc Despont (mini-série)
  - Frères d'armes (2001) : un officier britannique (mini-série)
  - 30 Rock (2011) : lui-même (saison 5, épisode 21)
  - 1883 (2021) : le général George Meade (caméo - épisode 2)
- Mark Dacascos dans :
  - The Crow (1998-1999) : Eric Draven / The Crow (22 épisodes)
  - Stargate Atlantis (2007-2008) : Tyre (saison 4, épisode 3 puis saison 5, épisode 3)
  - Hawaii 5-0 (2010-2011) : Wo Fat (10 épisodes)
  - Lucifer (2016) : Kimo Van Zandt « the Weaponizer » (saison 2, épisode 5)
- Chris O'Donnell dans :
  - Grey's Anatomy (2006) : Dr Finn Dandridge (9 épisodes)
  - NCIS : Enquêtes spéciales (2009) : G. Callen (2 épisodes pilotes)
  - NCIS : Los Angeles (2009-2023) : G. Callen (323 épisodes)
  - Hawaii 5-0 (2012) : G. Callen (saison 2, épisode 21)
- Robert Bathurst dans :
  - Cold Feet : Amours et petits bonheurs (1998-2003) : David Marsden
  - Downton Abbey (2010-2012) : Sir Anthony Strallan (7 épisodes)
  - Dracula (2014) : Lord Thomas Davenport (épisode 8)
- Lee Tergesen dans :
  - New York 911 (2002) : Jared McKinley (saison 3, épisode 8)
  - The Americans (2014) : Andrew Larrick (saison 2)
  - The Equalizer (2022) :  l'adjoint Barnes (saison 2, épisode 13)
- William R. Moses dans :
  - NCIS : Enquêtes spéciales (2003) : l'agent Kent Fuller (saison 1, épisode 3)
  - Les Experts : Miami (2007) : Dennis Lambert (saison 6, épisode 7)
  - Forgotten (2010) : Sam Denver (épisode 12)
- Craig Bierko dans :
  - Boston Justice (2006-2007) : Jeffrey Coho (saison 3)
  - The Good Wife (2010) : Duke Roscoe (saison 1, épisode 11)
  - Body of Proof (2013) : Dr Derrick Malcolm (saison 3, épisode 10)
- Geoffrey Lower dans :
  - Code Quantum (1993) : le lieutenant Montgomery (saison 5, épisode 20)
  - Dr Quinn, femme médecin  (1993-1995) : le révérend Timothy Johnson (1re voix)
- Edward Kerr (en) dans :
  - SeaQuest, police des mers (1994-1996) : le lieutenant James Brody (27 épisodes)
  - Forgotten (2009) : George Steele (épisode 8)
- Michael Hurst dans :
  - Xena, la guerrière (1995-1997) : Iolas (saison 1, épisode 8 puis saison 2, épisode 13)
  - Hercule (1995-1999) : Iolas / Charon / Dahak / Oreste (79 épisodes)
- Nick Dunning dans :
  - Les Tudors (2007-2008) : Thomas Boleyn (20 épisodes)
  - Da Vinci's Demons (2013-2015) : le cardinal Lupo Mercuri (11 épisodes)
- Christopher Gartin (en) dans :
  - True Blood (2009) : Hugo Ayers (saison 2)
  - Perception (2014-2015) : Père Pat (saison 3)
- James Urbaniak dans :
  - Unforgettable (2012) : Richard Simmons / Walter Morgan (saison 1)
  - Brooklyn Nine-Nine (2015) : Nick Lingeman (saison 3, épisode 3)
- Adrian Scarborough dans :
  - Blunt Talk (2015-2016) : Harry Chandler (20 épisodes)
  - A Very English Scandal (2018) : George Carman (mini-série)
- 1979-2009 : Soko brigade des stups : Horst Schickl (Wilfried Klaus) (8 épisodes)
- 1981 : CHiPs : l'agent Steve McLeish (Bruce Jenner) (saison 5)
- 1987 : Le Train de 16 h 50 : Cedric Crackenthorpe (John Hallam)
- 1988 / 2000 : Un cas pour deux : Rudi Theysen (Jacques Breuer) (saison 8, épisode 1) et Michael Strobel (Ulrich Matthes) (saison 20, épisode 7)
- 1989 : Columbo : Alex Brady (Fisher Stevens) (saison 8, épisode 2)
- 1989-1990 : Côte Ouest : Ricardo Fonseca (Randy Vasquez)
- 1990 : Zorro et fils : Don Carlos de Vega / Zorro Jr. (Paul Regina)
- 1994 : Code Quantum : Dillon (Diedrich Bader) (saison 3, épisode 9)
- 1997 : Melrose Place : Terry Parsons (David James Elliott) (4 épisodes)
- 1997 : Rex, chien flic : Strasser (Dirk Martens) (saison 1, épisode 12)
- 1997-2002 : Nikita : Michael Samuelle (Roy Dupuis)
- 1998 : Friends : Tommy (Ben Stiller) (saison 3, épisode 22)
- 1999 : La Tempête du siècle : Mike Anderson (Tim Daly) (mini-série)
- 2000 : New York, unité spéciale : Luke Dixon (Michael Kelly) (saison 2, épisode 20)
- 2001-2003 : New York Police Blues : Capitaine Pat Fraker (Casey Siemaszko) (1re voix, saisons 9 et 10)
- 2002 : Preuve à l'appui : Détective Collins (Kyle Secor) (saison 1, épisode 1)
- 2002-2004 : Alias : McKenas Cole (Quentin Tarantino) (4 épisodes)
- 2003 : Alias : Neil Caplan (Christian Slater) (saison 2, épisodes 15 et 19)
- 2003 / 2005 : Cold Case : Affaires classées : Dr Bennett Cahill (Vincent Ventresca) (saison 1, épisode 6) et Monty Fineman (Brett Rickaby) (saison 2, épisode 20)
- 2004 : Dragnet : l'inspecteur Jimmy McCarron (Desmond Harrington) (10 épisodes)
- 2004 : À la Maison-Blanche : le député Benoit (Jim Abele) (saison 6, épisode 3)
- 2006 : FBI : Portés disparus : l'officier Watson (Darin Cooper) (saison 5, épisode 4)
- 2006 : Justice : Lloyd Barrett (John Benjamin Hickey) (épisode 5)
- 2006-2012 : Inspecteur Barnaby : M. Marcus Bramwell (Guy Henry) (saison 9, épisode 8), Robin Lawson (Martin Wenner) (saison 11, épisode 2) et Harry Dutta (Ace Bhatti (en)) (saison 15, épisode 3)
- 2007 : New York, section criminelle : l'inspecteur Peter Lyons (Bill O'Brien (en)) (saison 6, épisode 18)
- depuis 2008 : Les Enquêtes de Murdoch : l'inspecteur William Murdoch (Yannick Bisson) (253 épisodes - en cours)
- 2009 : Big Shots : Brody Johns (Christopher Titus)
- 2009 : Médium : l'agent Daniel Munoz (John Ortiz) (saison 5, épisode 19)
- 2009 : Esprits criminels : le lieutenant Lancaster (Spencer Garrett) (saison 4, épisode 21)
- 2010 : Le Prisonnier : no 1955 (Warrick Grier) (mini-série, épisode 3)
- 2011 : Nick Cutter et les Portes du temps : Gideon (Anton Lesser)
- 2011 : Body of Proof : Daniel Robinson (Sean Cullen) (saison 2, épisode 5)
- 2011 : Los Angeles, police judiciaire : l'avocat Rowman (Jay Karnes) (épisode 2)
- 2011 : Downton Abbey : le juge (Timothy Carlton) (saison 2, épisode 9)
- 2013 : Monday Mornings : Dr Buck Tierney (Bill Irwin[14])
- 2014-2016 : Scandal : le gouverneur Andrew Nichols (Jon Tenney) (15 épisodes)
- 2016 : Trapped : Trausti Einarsson (Björn Hlynur Haraldsson)
- 2016 : Notorious : Max Gilford (Adam Rayner)
- 2016 : Marvel : Les Agents du SHIELD : Joseph Bauer (Kerr Smith)
- 2016-2018 : Luke Cage : l'inspecteur Rafael Scarfe (Frank Whaley)
- 2017 : Ozark : Camino « Del » Del Rio (Esai Morales) (4 épisodes)
- 2017 : Haters Back Off : Kelly (Matt Besser)
- 2018 : Les Nouvelles Légendes du roi singe : le maître (Kirk Torrance) (saison 1, épisode 6)
- 2018 : The First : Eitan Hafri (Oded Fehr)
- 2018 : Cameron Black : l'illusionniste : la voix d'un spot télévisé [Qui ?]
- 2019 : Mystère en eaux troubles : Guy Riverty (Alastair Mackenzie) (mini-série)
- 2019 : Traitors : voix additionnelles
- 2019 : Chimerica : Zhang Lin (Terry Chen) (mini-série)
- 2019 : La Fabuleuse Madame Maisel : Gavin Hawk (Cary Elwes) (saison 3)
- 2019 : Pennyworth : le premier ministre (Richard Clothier) (saison 1)
- 2020-2022 : Devils : Daniel Duval (Lars Mikkelsen) (16 épisodes)
- depuis 2020 : Doc : Enrico Sandri (Giovanni Scifoni)
- depuis 2020 : Love & Anarchy : Ronny (Björn Kjellman)
- 2021 : Rebel : Grady Bello (John Corbett)
- 2021 : Kamikaze : Thomas (Johan Rheborg)
- 2021 : La Brea : Adam Markman (Toby Truslove (en)) (saison 1)
- 2021 : Les Feux de l'amour : Dr Hedges (Michael Bofshever) (10 épisodes)
- 2023 : The Last of Us : Dr Newman (John Hannah) (saison 1, épisode 1)
- 2023 : Unprisoned (en) : Bill (Tim Daly)
- 2023 : Lucky Hank (en) : George Saunders (Brian Huskey (en))
- 2023 : The Gilded Age : le révérend Matthew Forte (Robert Sean Leonard) (saison 2)
- depuis 2023 : Silo : Bernard (Tim Robbins)
- depuis 2023 : Lessons in Chemistry : Dr Robert Donatti (Derek Cecil (en))

#### Séries d'animation
- 1977[15] : Smash : Nicolas Maréchal
- 1982[16] : Karine, l'aventure du Nouveau Monde : John et Bernard
- 1984[17] : Voltron : Sven (1re voix)
- 1986-1988[18] : Juliette je t'aime : Hugo Dufour[19]
- 1988 : Crying Freeman : Freeman
- 1990 : Marianne 1ère : l'oncle Jacques
- 1992 : Batman : l'Homme-Mystère[20]
- 1992 : Le Roi Arthur et les Chevaliers de Justice : ?
- 1994-1996 : Gargoyles, les anges de la nuit : Magus et Jackal
- 1995-1996 : Timon et Pumbaa : Timon (1re voix, saison 1)[21]
- 1997 : Hé Arnold ! : Peddler (épisode 19)
- 2008 : Au pays du Père Noël : le reporter
- 2011 : Les As de la jungle : le reporter
- 2012 : Archer : Tony Drake[22]
- 2012 : Kung Fu Panda : L'Incroyable Légende : Tong Fo
- 2015-2021 : F Is for Family : Roger Dunbarton, Greg Throater et le père de Sue
- 2016-2018 : Bunnicula : Chester
- 2016-2019 : La Garde du Roi lion : Timon
- 2017 : Les Fous du volant : Satanas
- 2020 : Le Monde Merveilleux de Mickey : Pluto
- 2023 : Agent Elvis : le réalisateur

### Jeux vidéo
- 1996 : Toy Story : Woody[23]
- 1996 : Toy Story Activity Center : Woody[23]
- 1998 : Sanitarium : Max
- 1998 : King's Quest : Masque d'éternité : Connor
- 1999 : Toy Story 2 : Buzz l'Éclair à la rescousse ! : Woody[23]
- 1999 : Le Roi lion : Atelier de jeux : Timon
- 1999 : Le Roi lion 2 : Multi jeux : Timon
- 2003 : Tomb Raider : L'Ange des ténèbres : Pierre, voix additionnelles
- 2004 : Le Pôle express : le père du garçon, le contrôleur, le vagabond, Scrooge et le Père Noël[23]
- 2009 : Call of Duty: Modern Warfare 2 : Vladimir Makarov
- 2010 : Call of Duty: Black Ops : voix additionnelles
- 2010 : Toy Story 3 : Woody[23]
- 2012 : Kinect Héros : Une aventure Disney-Pixar : Woody[23]
- 2013 : Disney Infinity : Woody[23]
- 2016 : Battlefield 1 : Townsend
- 2018 : Lego Les Indestructibles : Woody[23]
- 2019 : Age of Empires II: Definitive Edition : voix additionnelles
- 2020 : Little Hope : le révérend Carver
- 2022 : Disney Dreamlight Valley : Woody
- 2023 : The Elder Scrolls Online, extension Necrom : Federo Endril

### Direction artistique
Note : Les dates indiquées en italique correspondent aux sorties initiales des films auxquels Jean-Philippe Puymartin a participé aux doublages tardifs et aux redoublages.

#### Films
- 1944 : La Paloma
- 1988 : Ödipussi (de)
- 1998[24] : He Got Game
- 2001 : Le Traitement
- 2003 : Le Dernier Samouraï (avec Claudia Gvirtzman-Dichter)
- 2004 : Le Terminal
- 2005 : Munich
- 2005 : La Guerre des mondes (avec Hervé Bellon)
- 2006 : Mission impossible 3 (co-direction avec Hervé Bellon)
- 2007 : Lions et Agneaux
- 2007 : Le Mas des alouettes
- 2007 : La Légende de Beowulf
- 2007 : L'Orphelinat
- 2008 : Walkyrie
- 2008 : Two Lovers
- 2008 : Indiana Jones et le Royaume du crâne de cristal
- 2008 : Harold et Kumar s'évadent de Guantanamo
- 2008 : Deux Sœurs pour un roi
- 2009 : I Love You, Man
- 2009 : Hyper Tension 2
- 2010 : L'Affaire Rachel Singer
- 2011 : Insidious
- 2011 : Numéro Quatre
- 2011 : Mission impossible : Protocole Fantôme (avec Hervé Bellon)
- 2011 : Cheval de guerre
- 2011 : Les Aventures de Tintin : Le Secret de La Licorne
- 2012 : Sinister
- 2012 : Jack Reacher (co-direction avec Hervé Bellon)
- 2012 : Lincoln
- 2013 : Players[25]
- 2013 : Lone Ranger, naissance d'un héros
- 2013 : Insidious : Chapitre 2[26]
- 2013 : Dark Skies[27]
- 2013 : Blue Ruin[28]
- 2013 : 2 Guns[7]
- 2013 : Évasion[29]
- 2014 : Equalizer
- 2014 : Sea Fog : Les Clandestins
- 2014 : Snow in Paradise
- 2015 : Kingsman : Services secrets
- 2015 : Renaissances
- 2015 : The Walk : Rêver plus haut
- 2015 : Le Pont des espions (avec Hervé Bellon)
- 2015 : La Moitié du ciel
- 2015 : Miles Ahead
- 2016 : Creed : L'Héritage de Rocky Balboa
- 2016 : Eddie the Eagle
- 2016 : High-Rise
- 2016 : Money Monster
- 2016 : Jack Reacher: Never Go Back (avec Hervé Bellon)
- 2016 : Passengers
- 2016 : LBJ
- 2016 : À ceux qui nous ont offensés
- 2017 : Bleed for This
- 2017 : Sand Castle
- 2017 : Transformers: The Last Knight
- 2017 : Colossal
- 2017 : Spider-Man: Homecoming
- 2017 : Kingsman : Le Cercle d'or
- 2018 : Pentagon Papers (avec Béatrice Delfe)
- 2018 : L'Extraordinaire Voyage du fakir
- 2018 : Mission impossible : Fallout (avec Béatrice Delfe)
- 2018 : High Life
- 2018 : Bumblebee (avec Béatrice Delfe)
- 2018 : Galveston
- 2019 : Creed 2
- 2019 : Dumbo
- 2019 : Spider-Man: Far From Home
- 2019 : Joker
- 2019 : Retour à Zombieland
- 2019 : La Loi de la jungle
- 2020 : Bad Boys for Life
- 2020 : Ultras
- 2020 : Les Sept de Chicago
- 2020 : Rebecca
- 2020 : The Father
- 2021 : Une affaire de détails
- 2021 : Braquage final
- 2021 : Dune : Première partie
- 2021 : SOS Fantômes : L'Héritage
- 2021 : Dans les yeux de Tammy Faye
- 2021 : Spider-Man: No Way Home (+ redoublage en 2022 pour version longue)
- 2021 : The King's Man : Première mission
- 2022 : Spiderhead
- 2022 : Treize Vies
- 2022 : Beast
- 2022 : Me Time : Enfin seul ?
- 2022 : Black Adam
- 2022 : À l'Ouest, rien de nouveau
- 2022 : The Fabelmans
- 2022 : The Son
- 2022 : Deux visages pour une mère (de)
- 2023 : Creed 3
- 2023 : Mission impossible : Dead Reckoning (avec Béatrice Delfe)
- 2023 : King's Land
- 2023[n 3] : Last Stop : Yuma County
- 2024 : En plein vol
- 2024 : Dune : Deuxième partie
- 2024 : SOS Fantômes : La Menace de glace
- 2024 : Bad Boys: Ride or Die
- 2024 : Joker : Folie à deux
- 2024 : Juré n° 2
- 2024 : Carry-On
- 2024 : A Real Pain
- 2024 : Sleeping Dogs
- 2025 : The Amateur
- 2025 : Mission: Impossible - The Final Reckoning (avec Béatrice Delfe)
- 2025 : Évanouis

#### Films d'animation
- 2004 : Le Pôle express
- 2014 : Le Chant de la mer
- 2016 : Cigognes et compagnie
- 2018 : Spider-Man: New Generation (avec Béatrice Delfe)
- 2018 : Croc-Blanc
- 2022 : Entergalactic
- 2023 : Spider-Man : Across the Spider-Verse (avec Valérie Siclay, Nathalie Régnier et Jean-Marc Pannetier)
- 2024 : La Nuit d'Orion

#### Téléfilms
- 2006 : Tentation troublante
- 2006 : Deux femmes en danger
- 2012 : Le Tueur du campus
- 2013 : Mary et Martha : Deux mères courage[30]
- 2014 : High School Possession
- 2021 : Lettre à la future femme de mon mari
- 2021 : Oslo

#### Séries télévisées
- 2010 : L'Enfer du Pacifique (mini-série)
- 2010-2011 : Super Hero Family
- 2011-2016 : Person of Interest
- 2014 : Gracepoint (mini-série)
- 2016 : Alerte Contagion (mini-série)
- 2017 : Twin Peaks (saison 3)
- 2017-2018 : Bad Blood
- 2018 : Cameron Black : L'Illusionniste
- 2019 : Swamp Thing
- depuis 2019 : Godfather of Harlem
- 2019 : Double Jeu (épisode 30)
- 2020 : L'Étoffe des héros
- 2021 : Genius (saison 3)
- 2021 : American Horror Stories (saison 1, épisodes 6 et 7)
- 2024 : Masters of the Air (mini-série)
- depuis 2024 : Dune: Prophecy

## Voix off

### Documentaire
- 2007 : L'Histoire de Pixar : Tom Hanks
- 2015 : Walt Disney (Partie 1)
- 2021 : The Movies (série documentaire) : Tom Hanks

### Télévisuelle
- Les plus belles mariées (TF1)
- Cuisine Impossible (TF1)
- Masterchef (France 2)

### Publicité
- 2012 : Générale d'optique (le père de la jeune fille myope)
- depuis 2010 : Crédit mutuel (voix-off)
- depuis 2015 : Tipiak (voix-off)
- depuis 2016 : La Poste (voix-off)
- depuis 2022 : Aésio Mutuelle (depuis octobre 2022)
- 2023 : Lesfurets

## Narration
- 2021 : La Ligne Verte par Stephen King[31]